# Lantalaiset

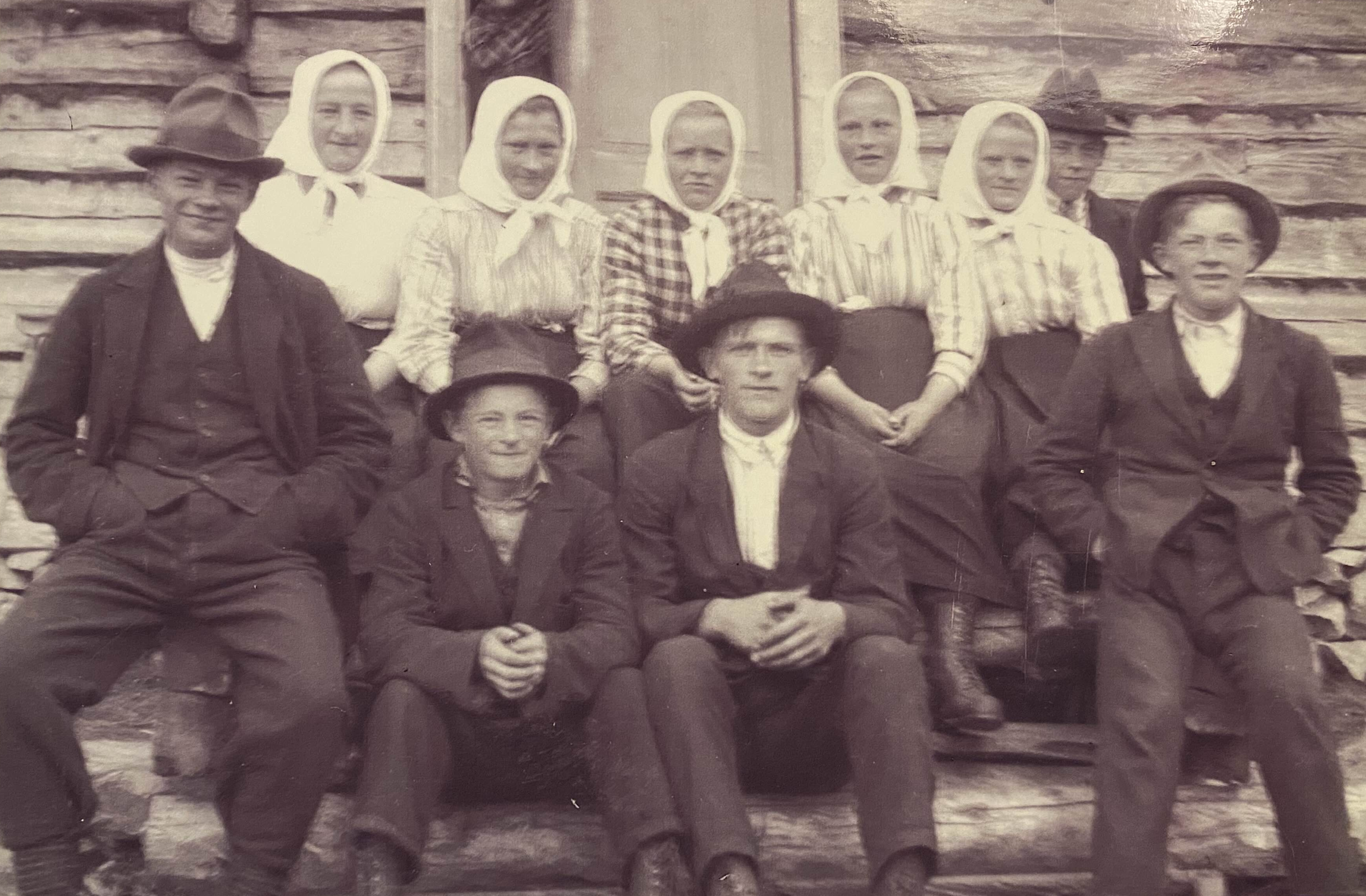
Lantalaiset i Veikki (Pirttivuopio) i början av 1900-talet.

Lantalaiset (landsbygdsbor, pluralis av lantalainen) är en befolkningsgrupp i svenska Lappland och finska Lappland som, liksom folkgruppen tornedalingar, talar eller har talat språket meänkieli.
Lantalaiset kallar det område de bor i för Lannanmaa. Dessa omfattar Torne lappmark och Malmfälten i Kiruna och Gällivare kommuner, ibland betecknat norra Tornedalen. Meänkielitalande i bland annat tätorten Jukkasjärvi med småorten Kurravaara föredrar att kalla sig lantalaiset framför tornedalingar. Tornedalingar bor däremot i (det egentliga) Tornedalen, vilket många anser startar i Vittangi, på svenska sidan sedan vidare i kommunerna Pajala, Övertorneå och Haparanda. 
Företrädare för lantalaiset menar att de skiljer sig från tornedalingar, som länge har varit jordbrukare, medan lantalaiset i högre grad har försörjt sig på jakt och fiske under historien. Jukkasjärvifinskan har några dialektala särdrag som skiljer den från annan meänkieli. Dialekten i Kiruna kallas även vittangifinska (vittankinsuomi) eller lannankieli.

## Kvenlandsförbundets beskrivning
Det är i huvudsak lantalaiset som är medlemsstommen på svensk sida i Kvenlandsförbundet (grundat 1999). Organisationen ser sig som gemensam företrädare för ättlingar till Nordnorges kvänsktalande befolkning samt Sveriges lantalaiset och tornedalingar liksom Finlands lappalainen. Man menar att de alla är ättlingar till järnålderns och medeltidens kväner. Man anser sig vara ett ursprungsfolk och att folkgruppen var de ursprungliga ägarna av lappskattelanden i det meänkielitalande området i norra Norrlands inland, innan samerna anlände.
Efter lappmarksplakaten 1674 och 1695, skulle gruppen ha övergått från rennomadism till jordbruk i det inre av norra Norrland och några vidare till delar av norra Norge.[källa behövs] Nils Arell beskriver i sin avhandling, Rennomadism i Torne lappmark, att övergången från rennomadism till jordbruk i Torne lappmark, huvudsakligen skedde genom inre kolonisation dvs personer redan boende i området som rennomader (jägare, fiskare och samlare) på egna lappskatteland efter lappmarksplakaten övergick till jordbruk. Dessa tidiga rennomader skulle ha varit meänkielitalande och förfäder till dem i området som nu kallas lantalaiset.[källa behövs] Jordbrukare blev också meänkielitalande lappskattelandsägare som inte varit stadigvarande boende i området tidigare, och som säsongsvis uppehållit sig där, men nu flyttade in i Lannanmaa permanent med anledning av lappmarksplakaten. Också svenskspråkiga bergsbrukare kom in vid tiden, och kyrkofolk hundra år senare för permanent boende.[källa behövs]

## Andra företrädare för meänkielitalande
Suonttavaara lappby i Karesuando, grundad år 2000, är en svensk förening med liknande mål som Kvenlandsförbundet, men som inriktar sig mer specifikt på lantalainens intressen.
Svenska Tornedalingars Riksförbund – Tornionlaaksolaiset (STR-T) är en av svenska staten utsedd remissinstans för meänkielitalande. Kvenlandsförbundet menar att STR-T inte kan företräda lantalaiset, utan enbart tornedalingar.
Sedan 2007 har tornedalingar börjat kalla sig meänmaalaiset och sitt område Tornedalen för Meänmaa. Meänmaarörelsen (genom organisationen Meänmaan-Tinkerit) driver politiskt företrädesvis språk- och kulturfrågor, medan lantalaiset i Lannanmaa inom Kvenlandsförbundets ram inriktat sig på att föra kamp om markerna och vattnen - lappskattelanden - i vad man beskriver som det historiska Kvänland.